# Aznvadzor
Aznvadzor es una localidad del raión de Gugark, en la provincia de Lorri, Armenia, con una población censada en octubre de 2011 de 380 habitantes. 
Se encuentra ubicada al sureste de la provincia, a poca distancia del río Debet —un afluente derecho del río Kurá— y de la frontera con las provincias de Kotayk' y Tavush.